# Baryceros mirabilis
Baryceros mirabilis là một loài tò vò trong họ Ichneumonidae.